# Переясловка
Перея́словка (рос. Переясловка) — село у складі Топчихинського району Алтайського краю, Росія. Адміністративний центр Переясловської сільської ради.

## Історія
Село засноване 1915 року. 1928 року село складалося з 95 господарств, основне населення — українці. В адміністративному відношенні було центром Переясловської сільради Чистюнського району Барнаульського округу Сибірського краю.

## Населення
Населення — 648 осіб (2010; 767 у 2002).
Національний склад (станом на 2002 рік):
- росіяни — 96 %